# Боб
Боб је зимски спорт у ком се такмичари покушавају у што краћем времену спустити по договореној залеђеној стази у специјалним аеродинамичним санкама, које се такође називају боб. Боб је стандардни спорт на Зимским олимпијским играма од 1924. године.

## Историја
Боб као спорт је први пут приказан у Швајцарској, крајем 19. века. Прва такмичења су се одржавала на залеђеним путевима. У почетку су се такмичила 5-6 чланова посаде у једном бобу, да би касније биле прописане две дисциплине: боб четворосед и боб двосед.
1923. године је основана Међународна боб федерација или краће ФИБТ (скраћеница од француског назива Fédération Internationale de Bobsleigh et de Tobogganing). Већ на Зимске олимпијске игре 1924. уврштена је дисциплина боба четвороседа, а на ЗОИ 1932. и дисциплина двоседа, и то само за мушкарце. Те две дисциплине су биле у програму свих Игара од тада, осим на ЗОИ 1960. када је боб био привремено ван програма. Жене су се у олимпијска такмичења укључиле у дисциплини двосед на ЗОИ 2002..
Осим на Зимским олимпијским играма такмичења у бобу се одржавају кроз Светска и Европска првенства, као и Светски куп. Најуспешније нације у боб такмичењима су Швајцарска, Немачка, и Канада, а добре представнике повремено имају и Италија, Русија, САД и Аустрија.
Боб може да постигне брзину од 150 km/h (93 mph), а светски рекорд је 201 km/h (125 mph).

## Модерна ера

### Стазе
Модерне стазе су од бетона, обложене ледом. Од њих се захтева да имају најмање један прави део и један лавиринт (три окрета у брзом низу без правог дела). У идеалном случају, модерна стаза треба да буде дуга 1.200 до 1.300 м (3.900-4.300 стопа) и да има најмање петнаест кривина. Брзине могу да пређу 120 km/h (75 mph), а неке кривине могу да подвргну посаду до чак 5 g.
Неке стазе за боб се такође користе за такмичења у санкању и скелету.
Неке стазе нуде туристима вожњу боб саоницама, укључујући оне у Сигулди, Летонија; Инсбрук-Иглс, Аустрија; Вистлер, Британска Колумбија, Канада; Лилихамер, Норвешка; Кесана Париол, Италија; Лејке Пласид, САД; Солт Лејк Сити, Јута, САД; и Ла Плањ, Француска.

### Саонице и посаде
Савремене санке комбинују лаке метале, челичне клизаче и аеродинамично композитно тело. Такмичарске санке морају бити дугачке максимално 3,80 m (12,5 ft) (4 члана посаде) или 2,70 m (8,9 ft) дугачке (двочлана посаде). Клизачи на обе су постављене на ширини од 0,67 m (2,2 ft). Све док није додато правило ограничења тежине 1952. године, посаде у бобу су биле веома тешке како би осигурале највећу могућу брзину. Данас је максимална тежина, укључујући посаду, 630 kg (1.390 lb) (4-члана), 390 kg (860 lb) (2 мушкарца) или 340 kg (750 lb) (2-жене), која се може достићи преко додавања металних тегова. Саме боб саонице су дизајниране да буду што је могуће лакше како би омогућиле динамичко позиционирање масе кроз окрете стазе за боб.
Иако је боб некада возило петоро или шесторо људи, посада је 1930-их смањена на две или четири особе. Четворочлану посаду чине пилот, кочничар и два гурача. Спортисти се бирају на основу њихове брзине и снаге, који су неопходни да би се саонице гурнуле до такмичарске брзине на старту трке. Пилоти морају имати вештину, тајминг и финоћу да усмере санке дуж путање, или „линије“, која ће произвести највећу брзину.
У модерним боб саоницама, систем управљања се састоји од два метална прстена који покрећу систем ременица који се налази у предњем поклопцу који окреће предње клизаче. На пример, да би скренуо лево, пилот би повукао леви прстен. Потребна су само суптилна подешавања управљања за вођење саоница; при брзинама до 80 mph (130 km/h), било шта веће би резултирало удесом. Пилот управља највећим делом, а кочничар зауставља санке након што се пређе циљна линија повлачећи ручицу кочнице санки.
Жене се такмиче у женском бобу (који је увек за две жене), а мушкарци у конкуренцији двојице и четвораца. Од 25. септембра 2014. године потврђено је да су жене способне да се такмиче у било ком бобу са четири „мушка лица“, било као део мешовитог или женског тима. Међутим, пошто су жене у просеку лакше од мушкараца (а самим тим и у неповољном конкурентском положају у гравитационом спорту), и зато што већина клизачких нација има мање жена које могу да се такмиче од мушкараца, ова опција се није показала популарном међу тимовима.

### Монобоб
Боб за једну особу се зове „монобоб”. Санке за самце су уведене у међународно такмичење и за адаптивни боб (за спортисте који могу да возе санке, али не и гурају) и као омладински спорт (за млађе спортисте који још нису развили способност гурања тешких санки за две или четири особе). Након Зимских олимпијских игара 2018, Међународни олимпијски комитет и IBSF су се договорили да женски монобоб додају као олимпијски спорт за Зимске олимпијске игре 2022, како би био једнак број женских и мушких такмичења у бобу.
Пре такмичарске сезоне 2020–21, монобобови су традиционално били конструисани на једноделној шасији. Почевши од сезоне 2020–21, такмичари у тркама које је одобрио IBSF морају да користе зглобне (дводелне) монобобове које производи једини IBSF-ов произвођач саоница, iXent. Санке морају бити тешке најмање 162 kg (357 lb) без спортисте (али укључујући опрему за мерење времена и баластне тегове) и максимално 247 kg (545 lb) укључујући спортисту; клизачи су исти као и за боб за две особе. Ово подразумева максималну границу тежине спортисте од 85 kg (187 lb).

## Дисциплине
Постоје две дисциплине боба: четворосед и двосед. Док се мушкарци такмиче у обе дисциплине, жене се такмиче само у двоседу. За сваку дисциплину су строго прописане димензије боба:
- максимална дужина боба од 3,8 m (четворосед) односно 2,7 m (двосед)
- максимална маса укључујући посаду 630 kg (четворосед) односно 390 kg (двосед) и 340 kg (женски двосед)

Да би постигли дозвољену максималну тежину посада сме у боб додати одговарајући број металних тегова. Разлог је наравно тај што тежи боб постиже већу брзину спуштајући се стазом. Пре увођења правила о максималној тежини у бобу су у правилу наступали тежи такмичари.
Посада се састоји од пилота, кочничара и у случају четвороседа још два члана посаде. За успешан наступ потребна је снага и брзина посаде приликом иницијалног гурања боба, и касније уметност пилота који треба на стази пронаћи оптималну путању и у што краћем времену проћи стазу пазећи при томе да се не догоди превртање или излетање из стазе. Кочничар зауставља боб након проласка кроз циљ, док кочење на самој стази није дозвољено.

## Познате боб стазе
Боб стаза је идеално дужине од 1.200 до 1.300 метара, уз 15-так кривина. На већини стаза се постижу брзине и до 130 km/h. Данас је у свету у погону свега 13 лиценцираних боб стаза:
| Држава           | Град             | Дужина (m) | Пад (m) | Максимални нагиб (%) | Број кривина |
| ---------------- | ---------------- | ---------- | ------- | -------------------- | ------------ |
| Аустрија         | Иглс             | 1.220      | 98,10   | 14                   | 14           |
| Канада           | Калгари          | 1.475      | 121,2   | 15                   | 14           |
| Француска        | La Plagne        | 1.507,5    | 124,5   | 14,5                 | 19           |
| Немачка          | Алтенберг        | 1.413      | 122,22  | 15                   | 17           |
| Немачка          | Кенигсе          | 1.250      | 117     | ?                    | 12           |
| Немачка          | Винтерверг       | 1.325      | 110     | 14,5                 | 14           |
| Италија          | Цесана           | 1.435      | 117     | 9,2*                 | 19           |
| Италија          | Кортина д'Ампецо | 1.350      | 120,45  | 16                   | 11           |
| Јапан            | Нагано           | 1.762,3    | 112,5   | 15                   | 13           |
| Норвешка         | Лилехамер        | 1.365      | 114,3   | 15                   | 16           |
| Швајцарска       | Санкт Мориц      | 1.722      | 129     | 15                   | 13           |
| Сједињене Државе | Лејк Плесид      | 1.455      | 107     | ?                    | 20           |
| Сједињене Државе | Солт Лејк Сити   | 1.340      | 103,9   | ?                    | 15           |

* Просечни нагиб

## Табела олимпијских медаља

### Четворо људи
| Ранг   | Држава                    | Злато | Сребро | Бронза | Укупно |
| 1      | Немачка                   | 8     | 4      | 6      | 18     |
| 2      | Швајцарска                | 5     | 5      | 5      | 15     |
| 3      | Сједињене Америчке Државе | 4     | 4      | 3      | 11     |
| 4      | Италија                   | 1     | 2      | 1      | 4      |
| 5      | Аустрија                  | 1     | 2      | 0      | 3      |
| 6      | Русија                    | 1     | 1      | 0      | 2      |
| 7      | Канада                    | 1     | 0      | 1      | 2      |
| 8      | Уједињено Краљевство      | 0     | 1      | 2      | 3      |
| 9      | Белгија                   | 0     | 1      | 1      | 2      |
| 10     | Летонија                  | 0     | 1      | 0      | 1      |
| 11     | Француска                 | 0     | 0      | 1      | 1      |
| 12     | Совјетски Савез           | 0     | 0      | 1      | 1      |
|        |                           |       |        |        |        |
| Укупно | Укупно                    | 20    | 21     | 21     | 62     |

### Два човека
| Ранг   | Држава                    | Злато | Сребро | Бронза | Укупно |
| 1      | Немачка                   | 7     | 8      | 4      | 19     |
| 2      | Швајцарска                | 4     | 5      | 6      | 15     |
| 3      | Италија                   | 3     | 2      | 2      | 7      |
| 4      | Сједињене Америчке Државе | 2     | 1      | 3      | 6      |
| 5      | Канада                    | 1     | 1      | 0      | 2      |
| 6      | Русија                    | 1     | 0      | 1      | 2      |
| 6      | Совјетски Савез           | 1     | 0      | 1      | 2      |
| 7      | Уједињено Краљевство      | 1     | 0      | 0      | 1      |
| 8      | Румунија                  | 0     | 0      | 1      | 1      |
|        |                           |       |        |        |        |
| Укупно | Укупно                    | 19    | 17     | 18     | 54     |

### Две жене
| Ранг   | Држава                    | Злато | Сребро | Бронза | Укупно |
| 1      | Канада                    | 2     | 1      | 0      | 3      |
| 2      | Немачка                   | 1     | 1      | 1      | 3      |
| 2      | Сједињене Америчке Државе | 1     | 1      | 1      | 3      |
| 3      | Италија                   | 0     | 0      | 1      | 1      |
|        |                           |       |        |        |        |
| Укупно | Укупно                    | 3     | 3      | 3      | 9      |

### Укупни олимпијски ранг (2010)
| Ранг   | Држава                    | Злато | Сребро | Бронза | Укупно |
| 1      | Немачка                   | 16    | 13     | 11     | 40     |
| 2      | Швајцарска                | 9     | 10     | 11     | 30     |
| 3      | Сједињене Америчке Државе | 7     | 6      | 7      | 20     |
| 4      | Италија                   | 4     | 4      | 4      | 12     |
| 5      | Канада                    | 4     | 2      | 2      | 8      |
| 6      | Аустрија                  | 1     | 2      | 0      | 3      |
| 7      | Уједињено Краљевство      | 1     | 1      | 2      | 4      |
| 8      | Совјетски Савез           | 1     | 0      | 2      | 3      |
| 9      | Белгија                   | 0     | 1      | 1      | 2      |
| 9      | Русија                    | 0     | 1      | 1      | 2      |
| 11     | Француска                 | 0     | 0      | 1      | 1      |
| 11     | Румунија                  | 0     | 0      | 1      | 1      |
|        |                           |       |        |        |        |
| Укупно | Укупно                    | 42    | 40     | 41     | 123    |